# Smajići
Smajići su naseljeno mjesto u gradu Zenici, Federacija Bosne i Hercegovine, BiH.
Nalazi se uz regionalnu cestu R402/R473.

## Stanovništvo

### 1991.
Nacionalni sastav stanovništva 1991. godine, bio je sljedeći:
ukupno: 404
- Muslimani - 334 (82,67%)
- Srbi - 53 (13,12%)
- Jugoslaveni - 9 (2,22%)
- ostali, neopredijeljeni i nepoznato - 8 (1,98%)

### 2013.
Nacionalni sastav stanovništva 2013. godine, bio je sljedeći:
ukupno: 336
- Bošnjaci - 331 (98,51%)
- ostali, neopredijeljeni i nepoznato - 5 (1,49%)